# 山西汾酒猛龍籃球倶楽部
山西汾酒猛龍籃球倶楽部（山西汾酒猛龙篮球俱乐部、英：Shanxi Fenjiu Brave Dragons Basketball Club）は、中華人民共和国・山西省太原市を本拠地とするプロバスケットボールチームである。中国プロバスケットボールリーグ（CBA）所属。日本語では「山西ドラゴンズ」とも記載される。

## 歴史
2001年に河南仁和集団が河南省済源市で河南仁和男籃倶楽部を結成。乙級リーグに参戦し翌年甲級Bリーグに昇格したが、河南省にはすでに河南省男籃隊が甲級Bリーグに所属していたため、山西宇晋鋼鉄有限公司と協力し山西宇晋男籃倶楽部（山西宇晋男篮俱乐部）と改称。2004年よりCBLに参戦。
河南省男籠隊は2003年より甲級Bリーグに所属しており、2004年より中国プロバスケットボールリーグ（CBA）に昇格。河南仁和集団が河南省男籃隊を買収し、
河南仁和男子籃球職業倶楽部（河南仁和男子篮球职业俱乐部）となる。当初は本拠地を鄭州市とする。シーズン中盤より河南済源鋼鉄集団（河南济源钢铁集团）がスポンサーとなり、本拠地を済源市に移す。
2006年、山西宇晋と合併し山西猛龍籃球倶楽部（山西猛龙篮球俱乐部）と改称。本拠地を山西省太原市とする。そして山西中宇職業籃球倶楽部（山西中宇职业篮球俱乐部）と改称。
2013年より山西汾酒集団が山西中宇職業籃球倶楽部を買収、山西中宇猛龍倶楽部汾酒集団籠球隊（山西中宇猛龙俱乐部汾酒集团篮球队）と改称。2014年には山西汾酒猛龍籃球倶楽部（山西汾酒猛龙篮球俱乐部）と改称した。